# Luigi Testore
Luigi Testore (ur. 30 kwietnia 1952 w Costigliole d’Asti) – włoski duchowny katolicki, biskup Acqui od 2018.

## Życiorys

### Prezbiterat
Święcenia kapłańskie otrzymał 11 czerwca 1977 i został inkardynowany do archidiecezji mediolańskiej. Był m.in. sekretarzem biskupim, wicedyrektorem i dyrektorem kilku kurialnych wydziałów, przewodniczącym archidiecezjalnej Caritas oraz duszpasterzem Wspólnoty Pawła VI.

### Episkopat
19 stycznia 2018 papież Franciszek mianował go biskupem ordynariuszem diecezji Acqui. Sakry udzielił mu 24 lutego 2018 metropolita Mediolanu - arcybiskup Mario Delpini.